# سيسو موراليس
سيسو موراليس مواليد 4 نوفمبر 1987 في الفلبين، هو ملاكم محترف فلبيني يصنف ضمن فئة وزن الديك.

## إحصائيات
خاض خلال مسيرته 15 نزالا، فاز في 14 ولم يتعادل وخسر في 1. فاز بالضربة القاضية في 8 نزالات.

## روابط خارجية
- سيسو موراليس على موقع بوكس ريك (الإنجليزية) (registration required)